# Gustaf Eneskjöld
Gustaf Eneskjöld, född omkring 1655, död januari 1719 i Ryssland, var en svensk militär.
Gustaf Eneskjöld var son till genereralguvernementskamrerare Engelbrekt Eneskjöld och Elisabeth Grothusen. Han blev friryttare vid Åbo och Björneborgs läns kavalleriregemente 1674, korpral där i februari 1675, adjutant samma år och kornett samma år. Eneskjöld blev löjtnant 1676, kaptenlöjtnant 1678, ryttmästare samma år och major 1700. Åren 1701–1719 var han överste och chef för Åbo och Björneborgs läns kavalleriregemente. Eneskjöld deltog i slaget vid Narva och tillfångatogs i slaget vid Errastfer. År 1708 utväxlades men blev åter fången i slaget vid Poltava. Han hölls sedan som krigsfånge fram till sin död.